# Tripoli (Schiff, 1943)
Die USS Tripoli (CVE-64) war ein Geleitflugzeugträger der Casablanca-Klasse in Diensten der United States Navy während des Zweiten Weltkriegs. Der Träger wurde am 31. Oktober 1943 in Dienst gestellt und unter das Kommando von Capt. Wendell G. Switzer gestellt.

## Daten
Der Träger hatte eine Besatzung von 860 Mann und konnte 28 Flugzeuge mitführen. Die Maße betrugen 156 Meter Länge, 33 Meter maximale Breite und 19,9 Meter Höhe. Mit einer Verdrängung von 7800 Tonnen konnte er durch zwei Antriebswellen und vier Motoren mit insgesamt 9000 PS eine Höchstgeschwindigkeit von 20 Knoten erreichen.

## Einsatz
Der Träger wurde im Atlantik eingesetzt, um das Nachtanken deutscher U-Boote zu stören.
Am 19. April 1944 griffen einige Trägerflugzeuge das vom Radar entdeckte U 513 an. Auf Feindfahrt vor der brasilianischen Küste wurde das Boot von einem US-amerikanischen Flugzeug, Typ PBM Mariner angegriffen und schwer beschädigt. Das Boot sank, jedoch konnten sich der schwer verletzte Kommandant Friedrich Guggenberger und sechs weitere Besatzungsmitglieder retten. Unklar ist, ob dem Träger am 1. August 1944 die Versenkung eines deutschen U-Boots gelang. Deutsche Marineakten haben dies bislang nicht bestätigt, obwohl vom Träger aus Trümmer und Öllachen gesehen wurden. Der Träger war auch später vor allem im Nordatlantik noch an der Verfolgung zahlreicher U-Boote beteiligt. Nach der japanischen Kapitulation brachte der Träger außerdem noch Truppen aus dem Pazifik nach Hause (Operation Magic Carpet).

## Spätere Verwendung
Nach dem Krieg wurde die USS Tripoli in ein Transportschiff umgewandelt und versorgte die US-Truppen in Europa. Am 25. November 1958 wurde der ehemalige Träger, jetzt als Flugzeugtransporter des Military Sealift Command mit der Kennung T-CVU-64 klassifiziert, außer Dienst gestellt und ab Januar 1960 von einer japanischen Firma verschrottet.